# Charles de France (homme politique)
Charles de France est un homme politique français né le 8 décembre 1876 à Boulogne-sur-Mer (Pas-de-Calais) et décédé le 30 novembre 1951 à Wissant (Pas-de-Calais).
Propriétaire terrien, il est conseiller municipal de Saint-Inglevert en 1902 et maire de 1904 à 1919, conseiller général du canton de Marquise de 1909 à 1919 et député du Pas-de-Calais de 1910 à 1914, inscrit au groupe des Républicains progressistes.

## Sources
- « Charles de France (homme politique) », dans le Dictionnaire des parlementaires français (1889-1940), sous la direction de Jean Jolly, PUF, 1960 [détail de l’édition]